# Dietrich Garlichs
Dietrich Garlichs (* 29. Dezember 1947 in Oldenburg) ist ein deutscher Politologe und Manager. Er war Geschäftsführer der Deutschen Diabetes Gesellschaft DDG (2010 – 2017), der Patientenorganisation diabetesDE – Deutsche Diabeteshilfe (2009 – 2011) und von Unicef Deutschland (1989 – 2008).

## Leben
Dietrich Nikolaus Garlichs hat drei ältere Geschwister, Friedrich Garlichs, Ulrich Garlichs und Ariane Garlichs. Er besuchte das „Alte Gymnasium Oldenburg“. Nach Abitur und Bundeswehr studierte er Politik-, Wirtschafts- und Rechtswissenschaften an den Universitäten Tübingen, Bonn und Konstanz. Dort legte er bei Fritz W. Scharpf die Diplomprüfung ab und promovierte bei ihm. Ein Postgraduierten-Studium an der Harvard-Universität schloss er mit dem Master of Public Administration (MPA) ab. Im Anschluss arbeitete er von 1975 bis 1982 zusammen mit Fritz Scharpf am Internationalen Institut für Management und Verwaltung des Wissenschaftszentrums Berlin, v. a. über die Reorganisation von Bundesministerien, die Bund/Länder-Kooperation in der Fernstraßenplanung und auf dem Gebiet der Arbeitsmarktforschung.
Nach seiner Zeit in der Wissenschaft ging Garlichs in die Wirtschaft, zwei Jahre als Assistent des Vorstandsvorsitzenden der „Dugena Uhren- und Schmuck eG“ in Darmstadt, bevor er Leiter des Verlegerbüros der Hamburger Unternehmensgruppe Jahreszeiten-/ Hoffmann und Campe Verlag wurde (1984–1989).Dort war er auch Verlagsleiter der Zeitschrift „Tempo“ und Geschäftsführer der „Hotel Hohenhaus GmbH“.
1989 übernahm Garlichs die Geschäftsführung des Deutschen Komitees für Unicef e. V. und wurde 1996 auch Vorstand der von ihm gegründeten Unicef-Stiftung, der ersten Stiftung unter den vergleichbaren Organisationen in Deutschland und der Unicef Komitees weltweit. In dieser Zeit war er Mitglied des internationalen Unicef Executive Boards, der Standing Group der Unicef National Committees und Chairman des internationalen Unicef Fundraising Workshops. In seiner 18-jährigen Amtszeit vervierfachte sich das jährliche Spendenaufkommen der Organisation in Deutschland von 25 auf 100 Millionen Euro. Das Spendenergebnis anderer großer Entwicklungs- und Umweltorganisationen verlief in diesem Zeitraum eher stagnierend.
Garlichs gilt als einer der erfolgreichsten Manager im Bereich der Spendenorganisationen. Grundlage für den finanziellen Erfolg waren v. a. die Einführung moderner Fundraisingtechniken sowie eine professionelle und bis dahin für gemeinnützige Organisationen ungewöhnliche Öffentlichkeitsarbeit. Garlichs führte Medienarbeit ein, die in wirkungsvoller Weise betroffene Menschen aus den Entwicklungsländern mit Personen des öffentlichen Lebens sowie Experten verknüpfte. Mit regelmäßigen Pressekonferenzen erzielte er große öffentliche Wirkung. Neben fachlich versierten Experten konnte er internationale Filmstars wie Peter Ustinov, Harry Belafonte, Roger Moore, Mia Farrow, ebenso wie deutsche Persönlichkeiten dafür gewinnen, die Arbeit von Unicef einer breiten Öffentlichkeit vorzustellen.
Das Vermögen der Unicef-Stiftung erhöhte sich unter Garlichs auf mehrere Hundert Millionen Euro. Zu seinen Akquisitionserfolgen gehören die bedeutende Kunstsammlung von Gustav Rau, die über 600 Werke umfasste von Fra Angelico, Lucas Cranach und El Greco bis Cezanne, Renoir und Monet. Ein Teil der Sammlung wird 25 Jahre lang im Arp Museum ausgestellt, um dann zugunsten Unicefs versteigert zu werden. Ebenso konnte Garlichs unselbständige private Stiftungen gewinnen, die sich unter das Dach der „Unicef-Stiftung“ begeben haben, wie die „Ann-Katrin-Linsenhoff-Stiftung für Unicef“ und die „United-Internet-Stiftung für Unicef“.
Im November 2007 erhob Heide Simonis, damals ehrenamtliche Vorsitzende von Unicef Deutschland, in der Frankfurter Rundschau Vorwürfe gegen Garlichs wegen angeblich zu großzügiger Auftragsvergabe an Berater und Spendenwerber, was in der Öffentlichkeit eine Debatte zur Vertrauenswürdigkeit der deutschen Unicef und weiterer gemeinnütziger mit Spenden wirtschaftenden Organisationen auslöste. Die Vorwürfe gegen die deutsche Unicef wurden im Auftrag des Unicef-Vorstands von der Wirtschaftsprüfungsgesellschaft KPMG untersucht, die in ihrem Bericht vom 14. Januar 2008 zwar keine Verstöße gegen geltendes Recht, aber gegen selbstgegebene Regeln feststellte.
Etwa 2 Wochen später, am 2. Februar 2008, trat Simonis zurück, nachdem der Unicef-Vorstand ihr das Vertrauen entzogen hatte, „um Unicef vor weiterem Schaden zu bewahren und einen Neuanfang zu ermöglichen“. Öffentlich erhob sie weiterhin Vorwürfe gegen Garlichs, dieser entgegnete aber, dass Simonis von ihm bereits im Vorjahr in zwei Sitzungen des Vorstands über die Vorwürfe unterrichtet worden war, ohne dass sie damals Veranlassung zu weiteren Maßnahmen gesehen hätte. Tatsächlich sprach der Vorstand Garlichs vor und nach dem Ausscheiden von Simonis mehrfach das Vertrauen aus. Garlichs wandte sich seit Januar 2008 mehrfach mit rechtlichen Maßnahmen wie Gegendarstellungen gegen Vorwürfe, räumte aber am 8. Februar 2008 öffentlich ein, es habe „auf betrieblicher Ebene, was unsere selbst auferlegten Regeln angeht, Schlampereien (gegeben). Das sind Schlampereien, die wir abstellen müssen. Diese Kritik nehme ich gern an“, übernahm wegen des Vertrauensschadens, der in den vergangenen Wochen entstanden sei, als Geschäftsführer die Verantwortung und stellte sein Amt zur Verfügung. Der Vorstand nahm dieses Angebot am 13. Februar 2008 an. Etwa eine Woche später entzog das Deutsche Zentralinstitut für soziale Fragen (DZI) der deutschen Unicef für etwa zwei Jahre u. a. „in Anbetracht der in den vergangenen Wochen zutage getretenen und entstandenen gravierenden Leitungs-, Aufsichts- und Managementfehler und des unzureichenden Auskunftsverhaltens“ das Spendensiegel. In den folgenden Monaten wurde allerdings das gegen Garlichs eingeleitete staatsanwaltliche Ermittlungsverfahren eingestellt. In der detaillierten Einstellungsverfügung der Staatsanwaltschaft Köln wurden alle gegen Garlichs vorgetragenen Vorwürfe zurückgewiesen. Zu dem zentralen Vorwurf der zu hohen Vergütung für einen freien Mitarbeiter bestätigte die Staatsanwaltschaft die Einschätzung der KPMG, dass sich diese am unteren Rand des Marktüblichen bewegt habe
Von 2009 bis 2011 war Dietrich Garlichs als Gründungsgeschäftsführer damit betraut, die gemeinnützige Patientenorganisation diabetesDE – Deutsche Diabetes Hilfe in Berlin aufzubauen. Im Juni 2010 übertrug man ihm zudem die Geschäftsführung der Medizinischen Fachgesellschaft DDG, der Deutschen Diabetes Gesellschaft. Garlichs wurde mit der Sitzverlegung der Gesellschaft nach Berlin und dem Neuaufbau der Geschäftsstelle und der Professionalisierung der Gesellschaft beauftragt. Die Deutsche Diabetes Gesellschaft ist inzwischen mit über 9.300 Mitgliedern eine der großen medizinisch-wissenschaftlichen Fachgesellschaften.
2010 gründete Garlichs die „Deutsche Allianz Nichtübertragbare Krankheiten“ (DANK), deren Sprecher er bis 2018 war. DANK ist ein Zusammenschluss von 22 medizinischen Fachgesellschaften und Forschungseinrichtungen, der sich für eine bessere Prävention der modernen Zivilisationskrankheiten wie Adipositas, Krebs, Herz-Kreislauf-Leiden und Diabetes einsetzt. Als Sprecher von DANK nahm er an den UN-Gipfeltreffen zu den „Nichtübertragbaren Krankheiten“ 2011 und 2014 teil und war Delegationsmitglied der Bundesregierung beim UN-Gipfel 2015 zur nachhaltigen Entwicklung.
Die nichtübertragbaren Krankheiten verursachen heute etwa 80 % der Krankheiten und vorzeitigen Todesfälle, der größere Teil davon könnte durch einen gesünderen Lebensstil verhindert werden. Dementsprechend fordert DANK einen Paradigmenwechsel der Gesundheitspolitik von der bisherigen, erfolglosen Verhaltensprävention zu einer Verhältnisprävention, die es dem Einzelnen erleichtert, „to make the healthy choice the easier choice“ (WHO). Dazu gehört eine Senkung der Mehrwertsteuer von 7 % auf 0 % für gesunde Lebensmittel, und eine Erhöhung für ungesunde Lebensmittel auf 19 % – ebenso wie eine Stunde Bewegung oder Sport pro Tag in Kita und Schule.
Ehrenamtlich engagiert sich Garlichs im Schulprogramm des SES Senior Expert Service in Bonn, im Aufsichtsrat von Save the Children Deutschland und im Stiftungsrat von Child Aid Network.

## Veröffentlichungen

### Bücher
- Grenzen staatlicher Infrastrukturpolitik. Bund-/Länder-Kooperation in der Fernstraßenplanung. Königsstein/Ts. 1980.
- Implementationsprobleme offensiver Arbeitsmarktpolitik. Das Sonderprogramm der Bundesregierung für Regionen mit besonderen Beschäftigungsproblemen. Frankfurt 1982 (mit F. W. Scharpf u. a.).
- Regionalisierte Arbeitsmarkt- und Beschäftigungspolitik. Frankfurt 1983 (mit Friederike Maier und Klaus Semlinger, Hrsg.).
- 50 Jahre DDG. Berlin 2014 (mit Erhard Siegel, Hrsg.).

### Aufsätze
- Probleme einer Neuorientierung in der Verkehrspolitik, in: structur 6 / 1973, S. 20–25.
- Untersuchung zur Reorganisation des Bundesministeriums für Verkehr. Projektgruppe Regierungs- und Verwaltungsreform beim Bundesminister des Innern, Bonn 1975 (mit F.W. Scharpf u. a.), S. 271–415.
- Politikwissenschaft und Wirtschaftspolitik: Wechselseitige Distanz und Nichtbeachtung, in: Das Parlament 39 / 1977, S. 4
- Eine neue Organisation für das Bundesverkehrsministerium, in: Die Verwaltung 3 / 1977, S. 343–362 (mit E. Müller).
- Central Control and Information Dependence: Highway Planning in the Federal Republic of Germany, in: K. Hanf/F.W. Scharpf (Hrsg.): Interorganizational Policy Making. Limits of Coordination and Central Control. London 1978 (Sage), S. 143–165 (mit C. Hull).
- Grenzen zentralstaatlicher Planung in der Bundesrepublik, in: H. Wollmann (Hrsg.): Politik im Dickicht der Bürokratie. Sonderheft Leviathan 3 / 1979, S. 71–102.
- Politikformulierung und Implementierung im föderativen Staat, in: R. Mayntz (Hrsg.): Implementation politischer Programme. Königstein/Ts. 1980, S. 20–35.
- Berufliche Weiterbildung und öffentliche Arbeitsmarktpolitik, in: Berufsbildung in Wissenschaft und Praxis, Sonderheft 1982, S. 52–58 (mit F. Maier).
- Die arbeitsmarktpolitische Wirksamkeit der beruflichen Weiterbildung, in: F.W. Scharpf u. a. (Hrsg.): Aktive Arbeitsmarktpolitik, Erfahrungen und neue Wege, Frankfurt 1982, S. 89–118 (mit F. Maier).
- Der Beitrag der Arbeitsmarktpolitik zur beruflichen Weiterbildung, in: Bundesinstitut für Berufsbildung: Berufsbildung, Berufsbildungsforschung und Forschungsplanung, Berlin 1982, S. 201–236 (mit G. Schmid).
- Regionalisierung der Arbeitsmarktpolitik. Möglichkeiten und Probleme, in: Pfaff, M./Hurler, P. (Hrsg.): Gestaltungsspielräume der Arbeitsmarktpolitik auf regionalen Arbeitsmärkten, Berlin 1983.
- Möglichkeiten der Aktivierung regionaler Arbeitsmarktpolitik, in: Hesse/Wollmann (Hrsg.): Probleme der Stadtpolitik in den achtziger Jahren, Frankfurt 1983, S. 134–155.
- Qualifizierung im Betrieb als Mittel der Wachstumsförderung und Beschäftigungssicherung, in: Garlichs/Maier/Semlinger: Regionalisierte Arbeitsmarkt- und Beschäftigungspolitik, Frankfurt 1983, S. 183–213.
- Das politische Leiden am Lebensstil. Wir sind ein Entwicklungsland bei der Prävention vermeidbarer Leiden, in: FAZ vom 21. September 2011, S. N 1.
- Preissignale gegen Übergewicht. In: Gesundheit und Gesellschaft 10/2012, S. 3
- Das neue Präventionsgesetz der Bundesregierung. Quantensprung oder Wahlkampfrhetorik? in: Prävention und Gesundheitsförderung 3/2013, S. 200–203.
- Wer steuert unser Konsumverhalten? In UGB-Forum 3/13
- Wirkungsvolle Prävention chronischer Krankheiten. Strategiepapier der NCD-Allianz zur Primärprävention in: Prävention und Gesundheitsförderung 1/2015, Seite 95–100 (mit Tobias Effertz u. a.)
- Mit der Fettsteuer gegen die Killer. Wie Prävention die Richtigen erreicht, in FAZ vom 18. April 2015, S. 20.
- Das neue Präventionsgesetz: Ein Schritt in die richtige Richtung? in: Deutsche Medizinische Wochenschrift 2015, S. 1543–1546.
- Vor der Gesundheitskatastrophe, in FAZ vom 16. April 2016, S. 23
- Wie sinnvoll sind politische Vorgaben? In: Gesundheitswesen 2017, S. 447–449.
- Dickes Problem. In Deutschland sind immer mehr Menschen übergewichtig. Vier Vorschläge, wie man dies verhindern könnte. In Süddeutsche Zeitung vom 10. November 2017, S. 2
- Nationale Strategien der Reduktion von Zucker, Fett und Salz in Lebensmitteln, in: Aktuelle Ernährungsmedizin 2018, S. 537–541.
- Das Desinteresse der deutschen Politik an der Prävention, in: Infodienst für Gesundheitsförderung 1/2018, S. 20–21
- Mein Plan war immer schon, bis 68 zu arbeiten, in: Verbändereport 7/2018, S. 6–13.
- Klöckner beugt sich der Industrie. Der Reduktionstrategie fehlt es an Verbindlichkeit und Änderungswillen, in: Diabetes Zeitung Nr. 1/2 2019, S. 4.
- Von der Verhaltensprävention zur Verhältnisprävention – 10 Jahre Deutsche Allianz Nichtübertragbare Krankheiten DANK, in: Aktuelle Ernährungsmedizin 2021, S. 168–173 (mit B. Bitzer).